# Anne Plichota
Anne Plichota (* 1968 in Dijon) ist eine französische Bibliothekarin und Jugendbuchautorin.

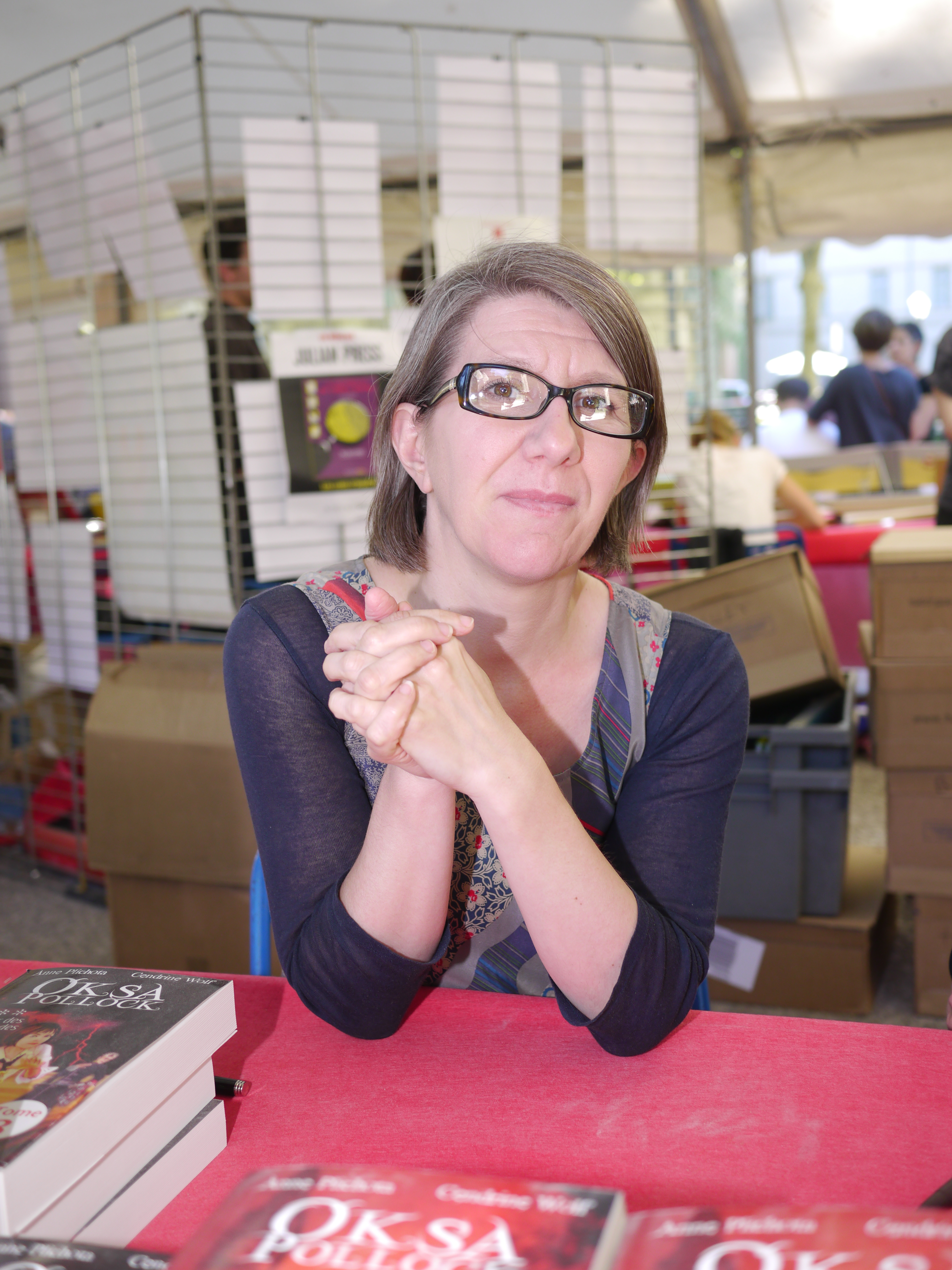
Anne Plichota

## Leben
Anne Plichota absolvierte ein Studium der Kulturwissenschaften und studierte die chinesische Sprache und chinesische Schrift. Sie verbrachte einige Zeit in Korea und reiste durch China. Als Bibliothekarin arbeitete sie bei der Stadtbibliothek in Straßburg. Mit ihrer Kollegin Cendrine Wolf begann sie 2005, Jugendbücher über eine 13-Jährige zu schreiben, die nach London zieht und entdeckt, dass sie zaubern kann. Zunächst veröffentlichten die beiden Autorinnen den Roman Oksa Pollock im Selbstverlag, nachdem der französische Verlag Gallimard 2007 die Veröffentlichung abgelehnt hatte. Die Handelskette Fnac nahm die Bücher in ihr Sortiment auf.
Später wurden die Romane von dem Pariser Verlag XO Editions herausgebracht. Die Startauflage des ersten Romans hatte 50.000 Exemplare. Er wurde inzwischen in 21 Sprachen veröffentlicht und erreichte eine Auflage von 100.000 Exemplaren. Mit ihren Romanen kamen die Autorinnen in die französischen Bestsellerlisten. Anne Plichota lebt mit ihrer Tochter in Straßburg.
Der Roman Die Unverhoffte erschien 2011 als Hörbuch in einer deutschen Lesefassung, gelesen von Cathlen Gawlich, Regie Frank Gustavus, in der Übersetzung von Bettina Bach und Lisa-Maria Rust bei Oetinger Audio.

## Werke
Mit Cendrine Wolf
In französischer Sprache aus der Reihe Oksa Pollock:
- L'Inespérée. XO Editions, Paris 2010, ISBN 978-2845634602
- La Forêt des Egarés XO Editions, Paris 2010, ISBN 978-2845634626
- Le Cœur des Deux Mondes. XO Editions, Paris 2011, ISBN 978-2845634633
- Les liens maudits.
- Le règne des félons.

In deutscher Übersetzung:
- Oksa Pollock. Die Unverhoffte Oetinger, Hamburg 2011, ISBN 978-3-7891-4502-5

Tonträger
Oksa Pollock. Oetinger audio, Hamburg 2011 ISBN 978-3-8373-0558-6